# Konsztantyin Mihajlovics Szimonov
Konsztantyin Mihajlovics Szimonov (oroszul: Константин Михайлович Симонов; (Petrográd, 1915. november 28. – Moszkva, 1979. augusztus 28.) hatszoros Sztálin-díjas szovjet író, költő, drámaíró.

## Életrajza
A második világháborúban haditudósítóként vett részt, és szembesült a harcok borzalmaival. Ez élete meghatározó élménye lett, későbbi műveit szinte kivétel nélkül ez ihlette.
1954-től a Novij Mir című folyóirat főszerkesztőjeként komoly cenzurális hatalom összpontosult a kezében. Ebben a minőségében egyike volt azoknak, akik megakadályozták Borisz Paszternak Zsivago doktor című regényének kiadását. Ezt a lépését még élete végén, Alfred Andersch NSZK-beli íróval váltott nyílt levelében is büszkén vállalta és mentegette.

## Irodalmi munkássága
Önálló regények mellett két nagy regénytrilógiát is írt: az ún. magánélet- és az ún. háborús trilógiát (Élők és holtak; Nem születünk katonának; Az utolsó nyár). Az Úgynevezett magánélet trilógia (Négy lépés; Húsz nap háború nélkül; Többé nem látjuk egymást) főhőse Lopatyin őrnagy, akit az író egyértelműen önmagáról formázott. Regényei realista stílusban íródtak.
A Húsz nap háború nélkül c. regényéből 1975-ben film készült, melynek forgatókönyvírója maga Szimonov volt. A Várj reám című versét, Lányi Sarolta fordításában, Darvas Iván sanzonjaként sokan megismerték Magyarországon.

## Magyarul
- Az emberirtás tábora; Idegennyelvű Irodalmi Kiadó, Moszkva, 1944
- Konstantin Simonovː Orosz emberek. Színmű; ford. Háy Gyula; Magyar-Szovjet Művelődési Társaság, Bp., 1945 (Szovjet színpad)
- Konstantin Szimonovː Nappalok és éjszakák; ford. Lajtha Zoltán, Tarczay Gizella; Dante, Bp., 1946
- Az orosz kérdés. Színjáték; ford. Gábor Andor; Új Magyar Kiadó, Bp., 1947 (Szovjet színpad)
- Szimonov Konsztantinː Idegen árnyék. Dráma; ford. Lányi Sarolta; Dante, Bp., 1949
- Szimonov Konsztantin válogatott versei. 1939–1943; összeáll. Birman Jenő, ford. Békés István; Új Magyar Könyvkiadó, Bp., 1949 (Új költészet kiskönyvtára)
- Sziklás Norvégiában; ford. Zoltán Lajos; Új Magyar Könyvkiadó, Bp., 1949
- Legény a talpán. Színmű; ford. Gáspár Endre; Új Magyar Könyvkiadó, Bp., 1950 (A szovjet színpad remekművei)
- Konstantyin Szimonovː Harcoló Kína; Szikra, Bp., 1950
- Konsztantin Szimonovː Gyalogosok; ford. Várkonyi Gizella; Új Magyar Könyvkiadó, Bp., 1951 (Szabadságharcos kiskönyvtár)
- Nappalok és éjszakák; ford. Rozvány Szidónia; Új Magyar Kiadó, Bp., 1953
- Barátok és ellenségek; ford. Somlyó György; Új Magyar Kiadó, Bp., 1954
- Fegyvertársak. Regény; ford. Rozvány Szidónia; Új Magyar Kiadó, Bp., 1956
- Nappalok és éjszakák. Regény, 1-2.; ford. Rozvány Szidónia, utószó G. V.; 3., jav. kiad.; Új Magyar Kiadó, Bp., 1956
- Élők és holtak; ford. Brodszky Erzsébet; Európa, Bp., 1961
- Híd a víz alatt. Elbeszélések; ford. Brodszky Erzsébet et al.; Zrínyi, Bp., 1962
- Árnyék; rendezői tanácsok Udvaros Béla, Karcsai Kulcsár István; Konsztatyin Szimonovː Ők hárman és a negyedik; ford. Bottlik Sándor / Vihar a Sycamore utcában; Reginald Rose TV-játékát színpadra alk. Karcsai Kulcsár István; Népművelési Intézet, Bp., 1962 (Színjátszók kiskönyvtára)
- Zahar Agranyenko–Konsztantyin Szimonovː Ez történt egy házban... Dráma; ford. Benedek Árpád; Színháztudományi Intézet, Bp., 1963 (Világszínház)
- A negyedik. Dráma; ford. Szekeres József; Színháztudományi Intézet, Bp., 1964 (Világszínház)
- Különtudósítónk jelenti; ford. Wesselyi László, F. Kemény Márta, Magos László, bev. S. Nyirő József; Magvető, Bp., 1965 (Világkönyvtár)
- Nem születünk katonának; ford. Brodszky Erzsébet; Európa, Bp., 1965
- Egy szerelem története. Színmű; ford. Gál M. Zsuzsa; Színháztudományi Intézet, Bp., 1966 (Világszínház)
- Minden nap hosszú. Háborús naplómból; ford. Farkas Attila; Zrínyi, Bp., 1967
- Egy fiatalember feljegyzései; ford. Fehér János, versford. Gáspár Endre, Hárs György, Tellér Gyula; Móra, Bp., 1971 (Kozmosz könyvek)
- Az utolsó nyár. Regény; ford. Brodszky Erzsébet; Európa, Bp., 1973
- Töprengő írások; ford. Barta Istvánné; Gondolat, Bp., 1973
- Polinyin ezredes szerelme; ford. Fehér János; Magvető, Bp., 1978 (Rakéta Regénytár)
- Többé nem látjuk egymást. Regény; ford. Soproni András; Európa, Bp., 1981
- Négy lépés. Regény; ford. S. Nyirő József; Európa, Bp., 1981
- Húsz nap háború nélkül. Regény; ford. S. Nyirő József; Európa, Bp., 1981
- Szofja doktornő. Szofja Leonyidovna. Regény; ford. Soproni András; Európa, Bp., 1986
- Konsztantyin Szimonov és Alfred Andersch levélváltása (inː Nagyvilág, 1978/3)